# Tsjuder
A Tsjuder norvég black metal együttes. Nevüket egy norvég filmben szereplő törzsről kapták.

## Története
A Tsjudert Berserk gitáros és Nag énekes-basszusgitáros alapították 1993-ban, Oslóban, „Ichor” néven. Drauglin gitáros 1994-ben csatlakozott a zenekarhoz. Első demójuk kiadása után Berserk elhagyta a Tsjudert, helyére Torvus került. Azonban 1996-ban Torvust kirúgták a zenekarból, helyére Desecrator illetve egy amerikai gitáros, Diabolus Mort került. 1998-ban ők is elhagyták az együttest. 1999-ben a Tsjuder lemezszerződést kötött a Drakkar Productionsszel. A szerződés két albumra szólt. Első nagylemezüket 2000-ben jelentették meg. Az album kiadása után Arak Draconiiz kiszállt a zenekarból, helyére Pål került. Ő szintén elhagyta a Tsjudert. 2000-ben Anti-Christian csatlakozott a Tsjuderhez, 2001-ben ő is kiszállt a zenekarból. Anti-Christian helyére Jontho került a Ragnarokből és a második nagylemezükön már ő dobolt. 2003-ban Anti-Christian visszatért a Tsjuderbe, így Jontho szintén „lapátra került.” 2004-ben leszerződtek a metal együttesekre szakosodott Season of Mist kiadóhoz és 2004-es albumukat már ők adták ki. 2005-ben turnéztak a Carpathian Foresttel is. 2006-ban feloszlottak, majd 2010-ben újjáalakultak. A „Tsjuder” név kiejtése a következő: „suder”.

## Tagok
- Nag – ének, basszusgitár (1993-2006, 2010-)
- Draugluin – gitár, ének (1994-2006, 2010-)
- Anti-Christian – dob (1999-2001, 2003-2006, 2010-)

## Korábbi tagok
- Berserk – gitár (1993–1995)
- Torvus – dob (1995–1996)
- Desecrator – dob (1997–1998)
- Diabolus Mort – gitár (1997–1998)
- Blod – dob (1998–1999, 2018-ban elhunyt)
- Arak Draconiiz – gitár (1999–2000)
- Pål – gitár (2000–2001)
- Jontho – dob (2001–2003)

## Diszkográfia
- Kill for Satan (2000)
- Demonic Possession (2002)
- Desert Northern Hell (2004)
- Norwegian Apocalypse (koncertalbum, 2006)
- Legion Helvete (2011)
- Antiliv (2015)
- Helvegr (2023)